# Cosnac
Cosnac é uma comuna francesa na região administrativa da Nova Aquitânia, no departamento de Corrèze. Estende-se por uma área de 19,98 km². Em 2010 a comuna tinha 3 054 habitantes (densidade: 152,9 hab./km²).